# Edmund Wilson
Edmund Wilson (Red Bank, New Jersey, 8. svibnja 1895. – Talcottville, New York, 12. lipnja 1972.) američki književni i društveni kritičar.

## Životopis
Wilson je rođen u New Jerseyju. Njegovi roditelji su bili Helen Mather i odvjetnik Edmund Wilson. Wilson je pohađao školu Hill u Pennsylvaniji koji je završio 1912. Tamo je bio urednik glavnog školskog književnog časopisa  The Record. Od 1912. do 1916. pohađao je sveučilište Princeton. Počeo se baviti novinarstvom uređujući New York Sun te je sudjelovao u  Prvom svjetskom ratu. 
Wilson je 1920. i 1921. godine bio urednik časopisa Vanity Fair. Njegova su djela utjecala na Uptona Sinclaira, Johna Dos Passosa, Sinclaira Lewisa, i Theodorea Dreisera. Pisao je drame, pjesme i romane, ali je najznačajniji kao književni kritičar. Na njega su snažno utjecala djela Freuda i Marxa.
Knjigu Axelov zamak je objavio 1931. pružajući u njoj pregled  simbolističke književnosti. U knjizi To the Finland Station, objavljenoj 1940. govori o razvoju socijalizma u Europi.
Bio je zagovornik književnika kao što su W. B. Yeats, T. S. Eliot, James Joyce, Ernest Hemingway, John Dos Passos, William Faulkner, F. Scott Fitzgerald i Vladimir Nabokov i uvelike je zaslužan za to što su dobili pozornost kritike. No bio je i žestoki protivnik "popularnih" pisaca koje je držao nekvalitetnima, kao što su J. R. R. Tolkien i H. P. Lovecraft.
Protivio se američkoj politici za vrijeme hladnog rata i protestno je odbijao plaćati porez zbog čega je izveden pred sud. Smatrao je da vlasti militarizacijom i antikomunističkom propagandom krše prava građana. Kritizirao je i američko miješanje u Vijetnamski rat.
Ženio se triput i bio je poznat po velikom broju ljubavnih veza. Umro je 1972. godine.